# 钓鱼台骨螺
钓鱼台骨螺（学名：Haustellum senkakuensis），是新腹足目骨螺科鹬头螺属的一种。主要分布于台湾，常栖息在深海。其种加词senkakuensis，意为“钓鱼岛的”。